# 緙織壁毯

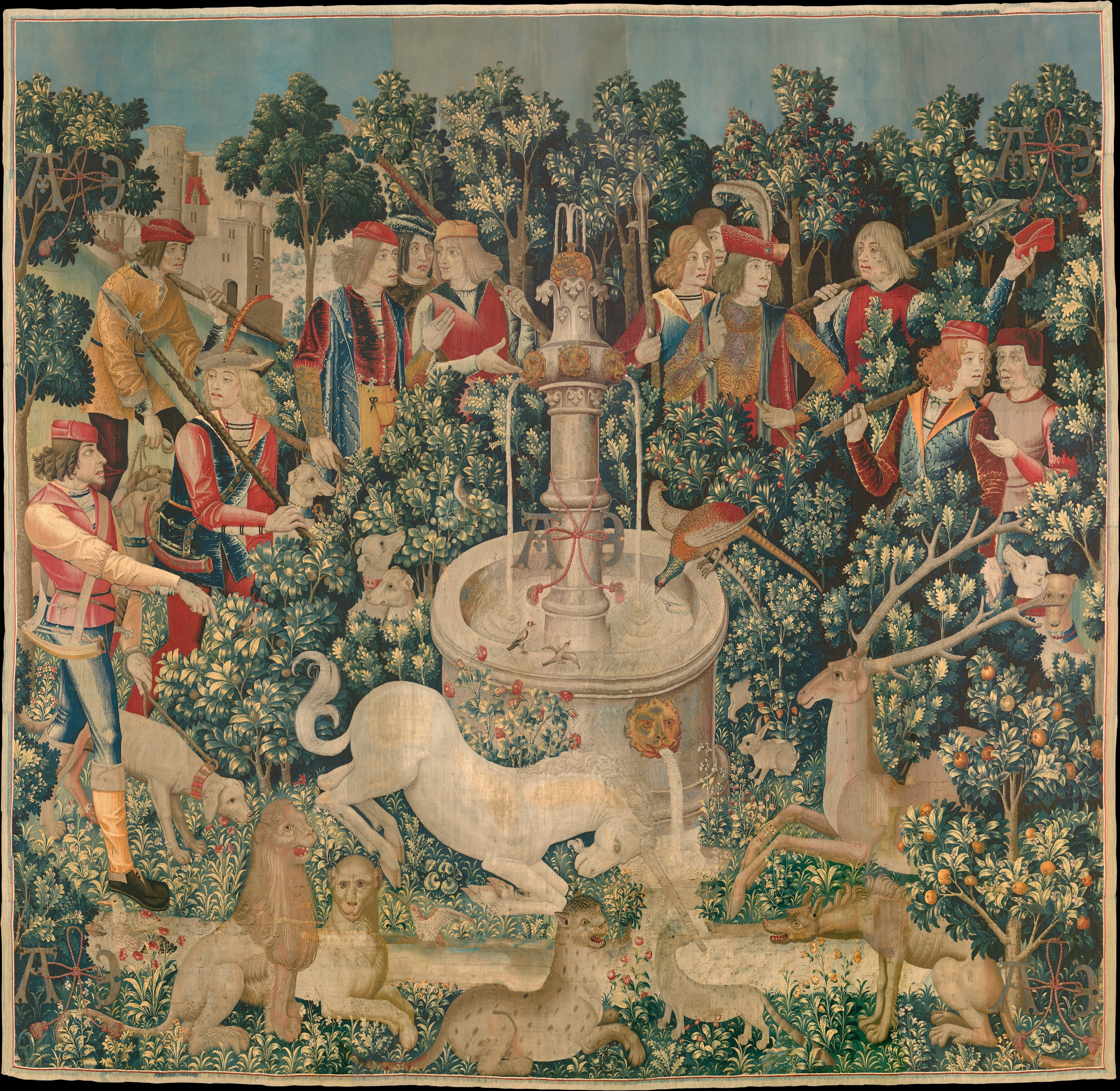
《獨角獸的狩獵》系列中的掛毯之一：《發現獨角獸》，約1495-1505年製作，目前收藏於大都會藝術博物館

緙織壁毯，又稱緙織挂毯，是指一種以緙織工藝紡織而成、挂在墙壁廊柱上的一种装饰用的艺术品。早期用羊毛、棉线等纺织，高档壁毯也有用丝绸、金线、银线等纺织，现在多用合成纤维，由织布机制作。緙織壁毯最初的功能是悬挂于房屋内部，以起到挡风御寒的作用。
緙織壁毯較為脆弱且難以製作，因此大多數歷史作品都都將艺术品該垂直掛在牆上（或有時掛在帳篷裡），或水平掛在桌子或床等家具上。此外，緙織壁毯需要與刺繡等不同技術區分開來，儘管帶有圖像的大片刺繡有時被粗略地稱為「掛毯」， 從中世紀開始，歐洲緙織壁毯其編織面積相當巨大大，它們通常成套製作，這樣整個房間都可以掛起來。
在中世紀晚期的歐洲，掛毯是最宏偉、最昂貴的二維圖像媒介，儘管在當時的時代，繪畫的重要性迅速上升，但至少在16世紀末之前，'緙織壁毯在許多文藝復興時期的贊助人眼中一直保持著高尚的地位，在法國大革命和拿破崙戰爭之前 ，歐洲繼續發展緙織壁毯，並反映藝術風格的更廣泛變化，在19世紀之後，緙織壁毯則較小的規模逐漸復興。